# 张醁村
张醁村（1886年—1976年9月），男，字杏芬，广东兴宁永和大成村人，中国军事人物、政治人物，曾任广东省政协副主席，第三、四届全国政协委员。

## 生平
1903年举秀才。1905年考入两广陆军速成中学堂第一期，在此期间加入同盟会南方支部。1907年参与领导潮州黄冈起义。1911年参加广州黄花岗起义。武昌起义后，任汕头民军司令兼统筹部长、中华革命军广东第四军军长，率部攻克潮州，俘清廷潮州知府陈兆棠，就地枪决；镇守使赵国贤自缢身亡。旋奉命率部返省城，所部整编为广东第五旅，任旅长。1918年1月，孙中山派陈炯明为援闽粤军总司令、张醁村为总部经理局长。1920年7月，援闽粤军奉命回师驱逐盘踞广东之桂系军阀，张为兵站总监。1922年1月任粤军司令部军务处长、参谋处处长。1922年3月邓铿遇刺后，任粤军代总参谋长，一度追随陈炯明。陈炯明背叛孙中山失败后，张潜往香港居住。
1933年任“福建人民政府”总务处长。
1938年4月任第九路军总部顾问、第七战区司令长官部中将顾问。
1945年抗战胜利后，参加中共领导的民主运动。1949年9月以无党派特邀代表身份参加出席中国人民政治协商会议第一届全体会议。
1949年10月任中国人民解放军广州市军事管制委员会委员、广东省人民政府委员、中南军政委员会监察委员。1951年任中国人民抗美援朝总会广州市分会副主任。第三、四届全国政协委员、广东省政协第一、二、三届委员会副主席等职。